# 村木砦之戰
村木砦之戰是織田信長在天文23年（1554年）與入侵尾張的駿河今川家所爆發的戰事，戰爭以織田信長擊敗今川軍為終。

## 戰況
駿河的今川軍以三河國的岡崎為陣地，天文23年（1554年）1月攻陷了山岡傳五郎在鴫原的重原城，以此為據點打算繼續進入尾張攻打小河城的水野金吾，因而另在村木建造城砦，安排松平越中守松平忠廣擔任城主，隨後勸降寺本城倒戈今川，交出人質臣服。今川軍因此順利截斷那古野城通往小河城間的通路，水野金吾父子擔憂今川軍來襲，也緊急向織田信長求援。
但村木砦也有說法是在天文22年（1553年）時今川義元便派遣三河眾建造完成，水野信元也在當年12月出兵攻打，其家臣高木清秀雖順利作為先登攻入城中，水野軍依然被城兵擊敗而撤退。
為此，織田信長決定出陣對抗今川軍，但考量在出兵後，清洲織田家很可能前來偷襲，遂向岳父齋藤道三求援，而齋藤道三也在1月18日派遣家臣安藤守就率領1千兵馬南下尾張協助守城，並命令田宮、甲山、安齋、熊澤、物取新五等人每日匯報那古野的情況。安藤守就率領齋藤軍在1月20日到達尾張，織田信長將齋藤軍安置在那古野附近志賀、田幡一帶，隨後到安藤守就營地問候。
織田信長正式在隔日出兵，但家老林通勝跟林通具兄弟卻突然撤退轉往與力前田與十郎的荒子城，其他織田家臣不免人心惶惶，詢問織田信長下一步打算，然而，織田信長依然決定出兵，於1月21日當天進軍至熱田。22日時意外地颳起大風，船長認為不便在這種氣候下渡海，但織田信長舉出過往源義經和梶原景時曾在渡邊、福島爭論是否逆風而行之事，決定伺機渡海，織田軍經由水路迅速來到小河城附近後，就地在野外安營，並與水野信元確認周遭狀況。
1月24日清晨，織田信長聯合水野信元對村木砦展開攻擊，村木砦的大手門在城東，搦手門在城西，南方則一片空堀，織田信長選擇親自由南邊攻打城砦，信長帳下的年輕士兵很多在越過空堀時被撞落，死傷頗重，信長也在堀邊命令士兵用火绳枪集中火力輪流射擊砦上的三處狹間，在信長親自指揮下，織田軍終於攻破空堀。
織田信光則負責攻打城西的搦手門，其家臣六鹿率先攻入外丸；而水野金吾則負責攻打城東的大手門。在織田軍的猛攻下，城中的今川軍也奮力抵抗，雙方死傷都十分慘重，就連織田信長的小姓都傷亡不少，直到當日薄暮之時，城兵才不敵開城。當織田信長將村木砦之事交託給水野金吾後回歸本陣，清點人數得知不少家臣陣亡，也不禁感慨流淚，翌25日，織田信長領兵襲擊寺本城，在城下放火後，率軍回歸那古野城。
織田信長在1月26日前往齋藤軍的陣地向安藤守就致謝，安藤守就便在27日統領齋藤軍回轉美濃，安藤守就向齋藤道三報告織田信長趁風雨渡海跟猛攻村木砦之事後，道三也感慨不想跟信長這種男人為鄰。

## 年份爭議
信長公記並未紀錄此戰年份，而續本朝通鑑、甫庵信長記未收錄此戰，總見記認為此戰發生在天文23年（1554年），而織田真紀、大日本野史則認為此戰發生在弘治元年（1555年），續日本史則認為此戰發生在永祿2年（1559年）。